# La Lotte
Pour les articles homonymes, voir Lotte.
La Lotte est une nouvelle d’Anton Tchekhov, publiée en 1885.

## Historique
La Lotte est initialement publiée dans la revue russe Le Journal de Pétersbourg, no 177, du 1er juillet 1885, sous le pseudonyme A.Tchékhonté.

## Résumé
Les charpentiers Guérassime et Lioubim sont dans l’étang depuis une heure avec de l’eau jusqu’au cou. Ils essaient d’attraper un poisson qui est caché sous la racine d’un saule.
Le temps passe. Les tentatives échouent les unes après les autres. Le berger Efime se joint à eux. Rien n’y fait.
Vassili, le cocher, plonge sur les ordres du maître, puis le maître. On finit par couper à la hache la racine. On attrape enfin la lotte. Son foie est énorme. À peine le temps de la contempler qu’elle s’échappe et replonge dans l’eau.

## Édition française
- La Lotte  (trad. Édouard Parayre), Gallimard, coll. « Bibliothèque de la Pléiade », 1968, 1506 p. (ISBN 978-2-07-010549-6).